# Malmö Arena
Malmö Arena je naziv za višenamjensku dvoranu s pratećim sadržajima, predviđenu za održavanje sportskih, kulturnih, poslovnih i zabavnih manifestacija. Smještena je u gradu Malmö u naselju Hyllievång.
Svečana inauguracija obavljena je 6. studenog 2008. utakmicom između lokalnog hokej tima Malmö Redhawks i Leksands IF, pred 13 247 posjetitelja.
Kapacitet dvorane je oko 13 700 mjesta pri sportskim manifestacijama, ali samih sjedećih mjesta je oko 12 500. Za ostale manifestacije poput koncerata prima najviše 15 500 osoba.
Gradnja je započeta 10. sječnja 2007. Zidovi i krovna konstrukcija su bili postavljenji krajem 2007. a otvorenje je bilo 22 mjeseca poslije prvih građevinskih radova.
Cijena ovog projekta se procjenjuje na oko 3 milijarde švedskih kruna (ca. 330 milijuna Eura).

## Tehnički detalji
- Broj loža: 72
- Bruto površina: 51 000 m2
- Visina do krova: 22,5 m
- Broj mjesta u restoranima i barovima: 3 250
- Broj kioska s brzom hranom: 20
- Broj toaleta: 370
- Maksimalna površina partera: 3 200 m2
- Broj mjesta za osobe s posebnim potrebama: 53 (+ 53 za pomoćnike)

## Manifestacije
Značajnije manifestacije održane u Malmö Areni su između ostalih koncerti izvođača kao što su:
- Bob Dylan,
- Cliff Richard,
- Tom Jones,
- Rammstein,
- Judas Priest i
- Lady GaGa.

Dva puta je održano švedsko natjecanje za izbor pjesme Eurovizije (šved. Melodifestivalen) 2009. i 2010. godine. Malmö Arena je bila domaćin natjecanja SP u rukometu 2011. godine.

## Vanjske poveznice
- Službene stranice